# 联合国人员和有关人员安全公约
联合国人员和有关人员安全公约（英語：Convention on the Safety of United Nations and Associated Personnel），是1994年联合国制订的国际公约。公约订于美国纽约，于1999年1月15日生效，保存人是联合国秘书长。

## 背景
各缔约国深为关切蓄意攻击联合国人员和有关人员而造成伤亡的数目日益增加；承认现行保护他们的措施尚不充分；深信亟需采取适当有效的措施，防止对他们的攻击行为，并惩罚犯下此种攻击行为者。各国为此制订本公约各条款。

## 内容
公约规定联合国行动的军事部门和警察部门及其车辆、船舶和航空器应有明显的识别标志，联合国人员和有关人员应携带适当的身份证件；规定联合国人员和有关人员应尊重东道国、过境国的法律规章。
公约规定联合国人员和有关人员、其装备和驻地不得成为攻击目标或阻止他们履行其任务的任何行动的目标，缔约国应采取适当措施确保他们的安全和保障。公约还对释放交还被捕被扣的联合国人员和有关人员的义务，具体危害罪行及其防止措施，管辖权、起诉和引渡，递送情报等作了规定。